# Diritto al cibo
Il diritto al cibo è un tipo di diritto umano universale definito come diritto ad avere l'accesso regolare, permanente e libero al cibo, di qualità e in quantità adeguata, che rispetti le tradizioni e la cultura d’appartenenza del consumatore, e in grado di assicurare salute fisica e mentale agli individui e alla collettività.

## Introduzione storica
La definizione di questo diritto trova un primo riconoscimento nella Dichiarazione universale dei diritti umani del 1948 e nella Convenzione internazionale sui diritti economici, sociali e culturali nel 1966, che è entrata in vigore nel 1976 e riconosce infatti il diritto di ogni individuo ad un livello di vita adeguato per sé e per la sua famiglia, che includa alimentazione, ed un alloggio adeguato, nonché al miglioramento continuo delle proprie condizioni di vita così come il diritto fondamentale di ogni individuo alla libertà dalla fame. 
Gli elementi fondamentali che lo compongono sono due: 
- avere accesso a un livello adeguato di alimentazione
- il diritto a vivere liberi dalla fame.

Nonostante questo riconoscimento, il diritto al cibo non è stato salvaguardato con strumenti applicativi adeguati: è solo nel 1999 che il Comitato sui Diritti Economici, Sociali e Culturali delle Nazioni Unite ne stabilisce il contenuto normativo e, le obbligazioni derivanti da esso per gli stati. Secondo la definizione adottata che viene inserita nel General Comment n.12, tutti gli esseri umani hanno il diritto ad avere il cibo che sia disponibile in quantità sufficiente, sia adeguato da un punto di vista nutrizionale e culturale, e anche fisicamente ed economicamente accessibile per ogni tipo.

### Right to Food Guidelines
In seguito all’adozione di definizione, attraverso un lungo processo di negoziati e confronti multilaterali, si arriva alla stesura delle Right to Food Guidelines (inglese), approvate all’umanimità nel 2004 dal Consiglio della Food and Agriculure Organization (FAO). Questo documento vuole essere una sorta di guida pratica per promuovere azioni volte alla progressiva realizzazione del diritto ad un’adeguata alimentazione in un contesto di politiche della food security e alla riduzione della fame. 
Le Right to Food Guidelines possono quindi essere utilizzate dagli stati, su base volontaria, per orientare la loro azione e promuovere un sistema di lotta alla fame attraverso un approccio basato sui diritti umani.

## Stati membri
È infatti oggi riconosciuto, che tutti gli stati del Comitato sui Diritti Economici, Sociali e Culturali delle Nazioni Unite hanno l’obbligo di rispettare, proteggere e realizzare il diritto al cibo. 
In altre parole, gli stati sono tenuti ad evitare ogni azione che potrebbe compromettere la realizzazione del diritto al cibo e ad assicurarsi che soggetti privati con le loro azioni non compromettano l’accesso a un livello adeguato di cibo per gli individui, e a mettere in atto ogni misura per facilitare gli individui a mettere le proprie capacità e mezzi per raggiungerlo e, allo stesso tempo, proteggere e sostenere coloro i quali non sono in grado di raggiungerlo autonomamente.
Durante la 41ª sessione del Comitato sulla Food Security nell’ottobre 2014 è stata fortemente rimarcata la necessità che gli stati si impegnino nel rendere effettive obbligazioni e, al contempo, si è dato ampio spazio alla valutazione del percorso fatto a livello globale in 10 anni di applicazione delle Right to Food Guidelines.

## Modifiche dal 2008 al 2010 della costituzione
Sono state modificate dalla FAO:
- Dal 2010, la Costituzione della Repubblica del Niger prevede il diritto alla vita, alla salute, all'integrità fisica e morale, all’accesso a cibo sano e sufficiente, all'acqua potabile, all'istruzione.
- Dal 2008, la Costituzione della Repubblica delle Maldive prevede che lo Stato si adoperi per realizzare il progressivo rispetto di tali diritti attraverso azioni che rientrino nella sua capacità e risorse che includono anche il diritto ad un'alimentazione adeguata e nutriente, e acqua pulita.
- Dal 2009, la Costituzione dello Stato Plurinazionale della Bolivia afferma che ogni persona ha il diritto all’acqua e al cibo e che "lo Stato ha l'obbligo di garantire la sicurezza alimentare, attraverso cibo sano, adeguato e sufficiente per tutta la popolazione.
- Dal 2008, la Costituzione della Repubblica dell’Ecuador prevede una protezione esplicita in quanto persone e comunità hanno il diritto ad avere accesso sicuro e permanente ad una alimentazione sana, sufficiente e nutrizionale, di produzione locale e in linea con le loro diverse identità e tradizioni culturali. Lo Stato promuove solo la sovranità alimentare.

In una prospettiva del food security, può essere quindi garantito solo assicurando a ogni individuo l’accesso a risorse produttive in particolare si parla di terra, acqua, sementi, ma anche la pesca e alle foreste. 
Tra i gruppi sociali maggiormente vulnerabili vanno considerate le donne e le popolazioni indigene, che molto spesso non vedono riconosciuti a livello nazionale i loro diritti, primo fra tutti la possibilità di accedere o possedere della terra. 
In una stretta interconnessione, è proprio l’accesso alla terra che si delinea come un elemento fondamentale per garantire il diritto al cibo. È quindi importante ricordare che la crescente pressione esercitata sull’utilizzo di tale risorsa che è dovuta alla crescita demografica, agli effetti del cambiamento climatico sulla sua produttività e ai crescenti investimenti commerciali tendono a limitare la possibilità che gli individui, specialmente nelle aree rurali dei paesi più poveri, abbiano accesso e diritto di uso della terra.

## Diritto al cibo nella comunità
A livello internazionale, un individuo o una comunità possono rivolgersi a istituzioni regionali ad esempio la Commissione Inter-Americana per i Diritti Umani, oltre che agli organi delle Nazioni Unite che vigilano sull’implementazione dei contenuti dei trattati, e alla figura dello Special Rapporteur delle Nazioni Unite per il diritto al cibo. Questo incarico, occupato da giugno 2014 da Hilal Elver, esperta di diritto internazionale dell'ambiente, dei diritti umani e dei diritti delle donne, è stato definito nel suo mandato nel 2000. Lo Special Rapporteur, attraverso azioni di monitoraggio e visite nei paesi sotto vigilanza, raccoglie dati e rende pubbliche ogni tipo di violazione accertata del diritto al cibo attraverso comunicazioni periodiche al Consiglio dei Diritti Umani delle Nazioni Unite e agli stati direttamente coinvolti nelle violazioni. La società civile può contattare direttamente lo Special Rapporteur per sottoporre casi di presunte violazioni e chiedere sostegno nella tutela del diritto al cibo.